# Quäkertheologie
Dieser Artikel beschreibt die Theologie der Quäker.
Die frühen Quäker lehnten den akademischen Betrieb als eitel und dekadent ab und somit auch die Theologie als intellektuelle Disziplin. William Penn machte sogar den Wissensdurst zur Ursache der Erbsünde:
Was den ersten Punkt betrifft, so ist klar, daß ein ungezügeltes Verlangen nach hoher Erkenntnis das Elend des Menschen herbeiführte, und einen allgemeinen Fall von der Herrlichkeit seines ursprünglichen Zustands verursachte. Adam wollte gern noch weiser sein, als Gott ihn gemacht hatte. Es genügte ihm nicht, seinen Schöpfer zu kennen, und ihm die heilige Huldigung zu leisten, wozu sein Dasein und seine Unschuld ihn aufforderten und antrieben. Er war nicht zufrieden, einen Verstand zu besitzen; der ihn über alle Tiere […] erhob, und ihm die Macht gab, über die ganze sichtbare Schöpfung Gottes zu herrschen; nein, er wollte auch so weise als Gott selbst sein. Dieses unverzeihliche Trachten, dieser eben so törichte als ungerechte Ehrgeiz, machte ihn der von Gott empfangenen Wohltaten unwürdig. Dieser vertrieb ihn aus dem Paradiese; und anstatt Herr über die ganze Welt zu sein, ward Adam der Elendste auf der Erde.
Auch der nicht weniger einflussreiche George Fox steht der Theologie als akademische Disziplin sehr skeptisch gegenüber. So verwirft er die Bedeutung des Erwerbs von Sprachen wie Latein, Griechisch und Hebräisch:
"Die Sprachverschiedenheit komme von Babel, und den Griechen, deren Muttersprache griechisch war, war das Wort vom Kreuz Torheit, und den Juden, deren Sprache hebräisch war, war Christus ein Stein des Anstoßes (1. Cor. 1, 23). Die Römer, die lateinisch redeten, verfolgten die Christen; und Pilatus, der römische Machthaber, schrieb in hebräischer, griechischer und lateinischer Sprache eine Inschrift über das Kreuz Christi; daran, sagte ich, könne man sehen, daß die Sprachen von Babel kommen, da die Inschrift über das Kreuz in diesen Sprachen geschrieben war. Johannes, der das Wort verkündete, welches im Anfang war, sagt, daß das Tier und die Hure Macht haben über die Zungen und Sprachen, welche dem Wasser gleich seien (Offb. 17); man könne also sehen, daß das Tier und die Hure diese Macht haben über die Sprachen, die von der Verwirrung zu Babel herrühren. Die Verfolger Christi haben sie dann höher gestellt als ihn, als sie ihn kreuzigten; aber darnach ist er auferstanden, höher als alles andere, er, der vor allen gewesen ist."

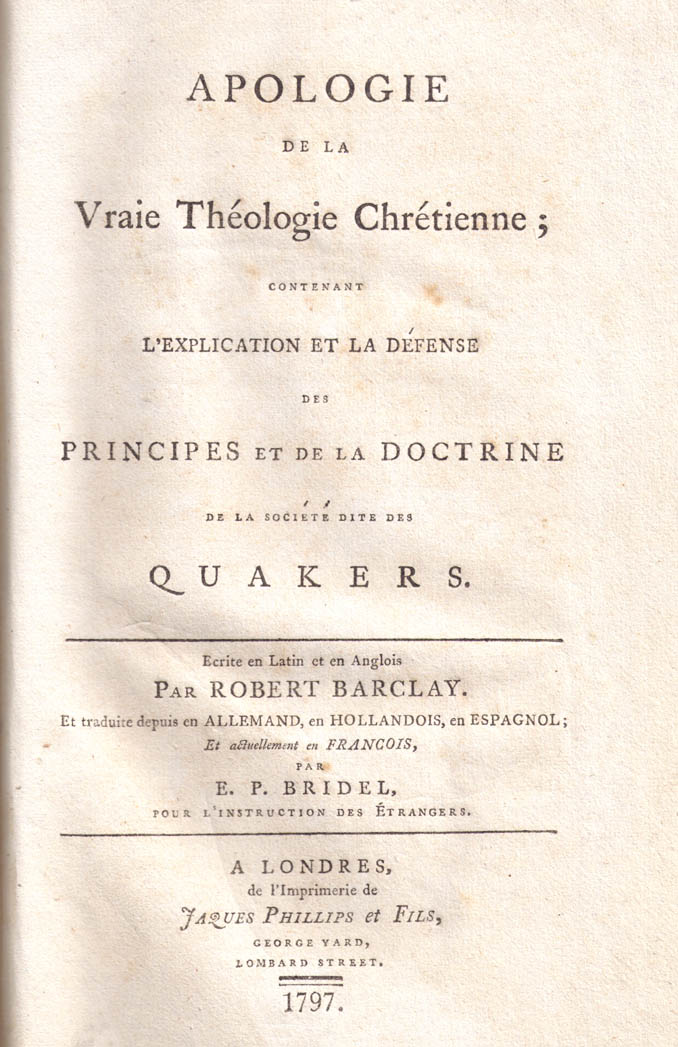
Titelblatt der Apologia von Robert Barclay

Doch mit Robert Barclay (1648–1690) sollten die Quäker einen Theologen bekommen, der für sie mit dem Werk An Apology for the True Christian Divinity eine wichtige Grundlage schaffte, sich sowohl nach außen als auch nach innen zu profilieren. Die Apology von Barclay wurde schon früh in verschiedene europäische Kontinentalsprachen übersetzt. Das Werk war wichtiges „Ausrüstungsstück“ der ersten Quäkermissionare auf dem europäischen Kontinent. Es wurde in der Regel kostenlos oder zum Selbstkostenpreis verteilt. Es diente vielen Theologen anderer Konfession als Ausgangspunkt für eine theologische Auseinandersetzung. Die Apology von Barclay wurde 1684 das erste Mal auch ins Deutsche übersetzt.
Der nächste Theologe, der eine vergleichbare Wirkung nach außen wie nach innen haben sollte, war Rufus Matthew Jones (1863–1948). Er gab der Gemeinschaft wieder wichtige Impulse, in dem er dem Friedenszeugnis neue Bedeutung gab und es darüber schaffte, das zersplitterte und zerstrittene Quäkertum ein Stück weit zu einen.

## Katechismus
Entgegen der landläufigen Meinung formulierten Quäker tatsächlich schon früh Katechismen. Sie hatten für das Gemeindeleben aber keine normative Bedeutung. Als Beispiel für Katechismen sei hier genannt: "Catechism and Confession of Faith" von R. Barclay und "Katechismus für Kinder" von George Fox (als Übersetzung, Pfullingen 1922).

## Stellung zur Bibel
Seit den Frühen Anfängen hat die Bibel einen wichtigen Stellenwert in der Quäkertheologie. In den Redeschlachten, die sich z. B. George Fox mit seinen Gegnern lieferte, war die Bibel immer wieder zentraler Ausgangspunkt für seine Argumentation. So berichtet er etwa in seinen Tagebuchaufzeichnungen:
"[…] Darauf richtete er [Alexander Parker] sich an mich [George Fox], denn ich stand schweigend dabei, weil er vieles sagte, das sich nicht mit der Schrift vertrug. Ich fragte ihn, ob er sich auf die Schrift berufen könne? er sagte: "ja;" ich hieß die Leute ihre Bibeln nehmen und die Stellen aufsuchen, die er angeben würde, aber er konnte es nicht."
Heute ist im konservativen Quäkertum die Bibel immer noch sehr wichtig, auch wenn keine wörtliche oder dogmatische Auslegung gemacht wird. Der evangelikale Flügel tendiert zu einer wörtlichen Auslegung. Der liberale Zweig steht der Bibel zum Teil kritisch bis sogar ablehnend gegenüber.
Die so genannte „Quäkerbibel“ ist eine Bibelübersetzung von dem Quaker Anthony Purver (1702–1777) aus dem Jahre 1764. Quaker benutzten aber nie ausschließlich nur eine bestimmte Übersetzung.

## Christologie

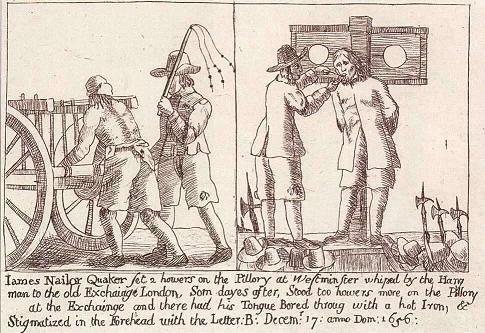
Dem Quäkerprediger James Nayler wird wegen Blasphemie die Zunge durchbohrt und ein "B" auf die Stirn gebrannt

Was die Christologie betrifft, unterschied sich die Mehrheit der Quäker kaum von den gängigen Ansichten. Es gab zwar einige Skandale wie zum Beispiel um die Person James Nayler, der als Reinkarnation Jesu Christi gefeiert wurde, oder auch Mitglieder, die dem Mystisch-Esoterischen zugeneigt waren wie dem Quäker Franciscus Mercurius van Helmont, aber der Großteil der Mitglieder hatte noch bis ins 20. Jahrhundert hinein, sehr konventionelle Ansichten, was die Person Jesus Christus betraf. So sehr die Skandale um einige Mitglieder der Quäker deren Bekanntheitsgrad auch förderten, so war es ihnen doch auch sehr unangenehm auf diese Weise aufzufallen.
Der Quäker George Fox, der als einer der Gründerväter des Quäkertums gelten darf, sah sich öfter genötigt seinen Glauben darzulegen, um Unterstellungen zu widersprechen. So auch in einem Schreiben an den Gouverneur von Barbados aus dem Jahre 1671:
[…] Und wir glauben an Jesum Christum, seinen [Gottes] lieben und eingeborenen Sohn, an welchem er Wohlgefallen hat; der empfangen ist von dem heiligen Geiste, geboren von der Jungfrau Maria; an welchem wir haben die Erlösung durch sein Blut, nemlich die Vergebung der Sünden; […] Und wir glauben und erkennen das er ein Opfer ward für die Sünde, […] und das er begraben und am dritten Tage wieder auferstanden ist durch die Kraft seines Vaters, zu unserer Rechtfertigung; und das er aufgefahren ist in den Himmel, und nun zur Rechten Gottes sizet. […] welcher für alle den Tod schmeckte, sein Blut für alle Menschen vergoß; die Versöhnung für unsere Sünden ist, nicht allein aber für die unsern, sondern auch für die ganze Welt; […] Wir glauben, daß er allein unser Heiland und Erlöser ist, […] und den Teufel und seine Werke zerstöret; […] Er allein ist der Hirte und Bischof unserer Seelen; […] Er ist jetzt im Geiste gekommen und hat uns einen Sinn gegeben, das wir erkennen den Wahrhaftigen. Er regiert in unsern Herzen durch sein Gesez der Liebe und des Lebens, und macht uns frey von dem Gesetz der Sünde und des Todes. […]
Dieses Bekenntnis deckt sich in allen wesentlichen Aussagen des Apostolisches Glaubensbekenntnis. Das einzig bemerkenswerte ist die Betonung, dass Jesus Christus für alle Menschen auf der Welt gestorben sei und dass er sich in jedem Menschen offenbart und schon zu Lebzeiten die Menschen direkt anleitet und von Sünde (oder sündhaften Leben) befreien kann. Aber das an sich ist noch kein Alleinstellungsmerkmal unter christlichen Konfessionen. Diese Christologie vertreten bis heute noch der Evangelical-Flügel und der Konservative-Flügel, somit die Mehrheit der heutigen Quäker. Die Auffassungen innerhalb des Liberalen Quäkertums reichen von Christozentrisch (engl. Christ-centred) bis Nontheistisch-Atheistisch. Trotzdem relativieren auch die Christozentrischen-Quäker die Bedeutung solcher Bekenntnisse wie die von G. Fox, wenn zum Beispiel die Londoner Jahresversammlung 1829 in einem ihrer Epistel schreibt:
Da aber das blosse Bekenntnis reiner und gesunder Lehren nicht zur Rettung der Seele hinreichet, so wünschen wir, dass alle einen lebendigen und wirksamen Glauben erlangen mögen, der durch die Kraft des heiligen Geistes die Frucht der heiligkeit erzeuget, dessen Ende das ewige Leben ist, in Christo Jesu, unserm Herrn.
Das formale Bekenntnis zu einer bestimmten Christologie war bei Quäkern aber nie ein ausschlaggebendes Kriterium zur Gemeindezugehörigkeit. In der "Zucht der Freunde" von 1792 zu lesen:
[…] so fordern wir dennoch von ihnen [die von uns aufgenommen werden wollen] kein förmliches unterschrieben irgend einiger artikel, weder als eine bedingung unter welcher sie mitglieder werden, noch auch um sich zum dienste der kirche fähig zu machen. Wir urteilen daher lieber von den menschen nach ihren früchten, […]
Aber auch hier gab es natürlich wiederum Ausnahmen, so wurde der Quäker Dietrich Reckefuß in Zusammenhang einer disziplinarischen Maßnahme, 1810 dazu genötigt sich schriftlich zur Dreieinigkeit zu bekennen.
1985 veröffentlichte der britische Quäker John Lampen das Buch "20 Fragen zu Jesus". Darin setzt er sich sehr detailliert mit den zentralen Fragen der Christologie auseinander. Ausgangspunkt ist dabei die Aussagen die in der Bibel zu finden sind, unter der Berücksichtigung (damals) aktuellen Forschungen. Es werden u. a. Fragen zur Authentizität der Evangelien behandelt, die Frage nach dem Opfertod und der Gottessohnschaft. Die letzte Frage knüpft wieder an den Ausgangspunkt der Quäker-Bewegung an und fragt in Anlehnung an G. Fox (Zitat: "but what canst thou say?" – zu Deutsch: "aber was kannst du selbst sagen?") mit "Was glaubst du?"

### Kreuzestheologie und Erbsünde
W. Penn sagt über die Bedeutung des Opfertods Jesu Christi:
Auf diese Weise war Selbstverleugnung die beständige Uebung und der Ruhm unserer alten Vorfahren, welche Vorgänger der äußern Erscheinung Christi waren. Und wie können wir hoffen, jetzt ohne die selbe in den Himmel zu kommen? da unser Heiland selbst das erhabenste Muster der Selbstverleugnung geworden ist; und zwar nicht, — wie Einige es gern haben möchten, — für uns, oder statt unserer, so daß wir derselben nicht bedürften; sondern so für uns, daß wir uns eben so verleugnen und auf diese Art wahre Nachfolger seiner heiligen Vorbildes werden sollen?
Der Tod Jesu wird schon als Opfertod zur Tilgung der Sünden verstanden, aber auch untrennbar als Aufforderung zur Nachfolge in Demut und Opferbereitschaft. Betont wird also nicht die unverdiente Gnade durch den Sühnetod und die Schuld (Erbsünde) der Menschen, sondern die auffordernde Geste, der Opferbereitschaft an die Menschen. So schreibt George Fox in seinem Tagebuch:
Nun war ich im Geiste bei dem flammenden Schwert vorbei ins Paradies Gottes eingedrungen. Alle Dinge waren wie umgewandelt für mich und die ganze Schöpfung hatte einen andern Geruch für mich, über alles was Worte ausdrücken können. Ich wusste nur noch von Reinheit, Unschuld und Rechtschaffenheit, denn ich war erneuert zum Ebenbild Gottes (Kol. 3:10) durch Christus, in den Zustand, in dem Adam vor dem Fall gewesen war.
Dies bedeutet, dass es für die Befreiung von der Sünde einer aktiven Haltung bedarf, eines bewussten Entschlusses. Der Mensch nimmt nicht eine passive Rolle ein, in der er allein durch die Gnade erlöst wird, wie es etwa im Protestantismus verstanden wird.

## Fortwährende Offenbarung

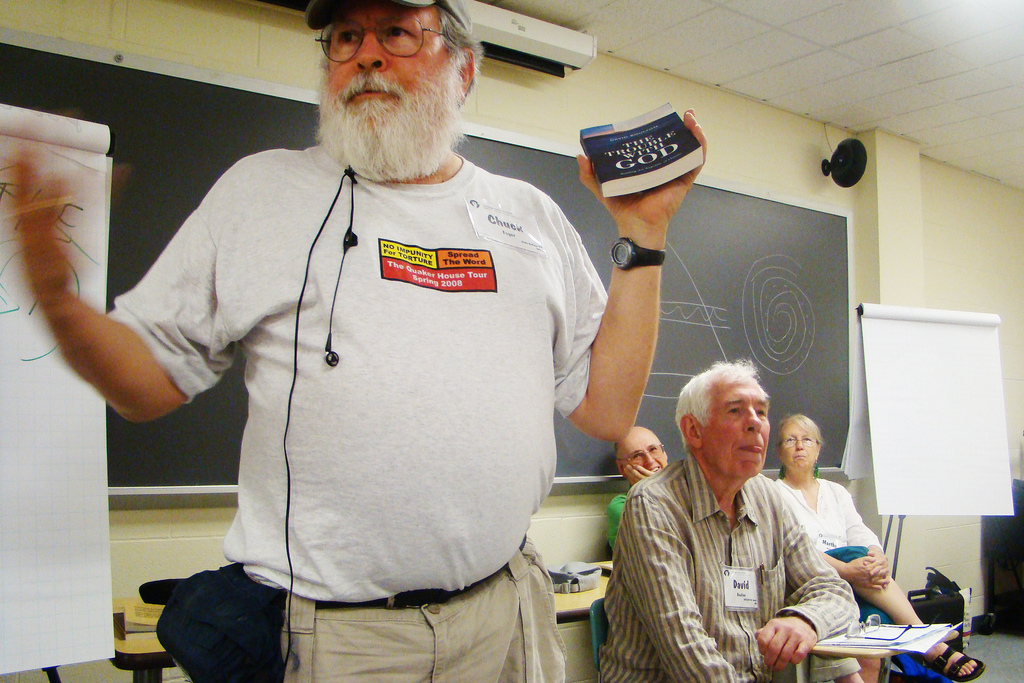
Diskussion auf der Friends General Conference zwischen theistischen und nontheistischen Quäkern, 2008

Theologische Kernaussage und Fundament des Quäkertums ist die spezielle Position zur Frage der Offenbarung und zu der Bedeutung der Bibel in diesem Zusammenhang. In diesem Punkt gibt es wohl die größte Diskrepanz zu anderen christlichen Konfessionen. In diesem Punkt unterscheiden sie sich auch deutlich von den Mennoniten, denen sie sonst theologisch sehr nahestehen.
Von Anfang an bis heute betonen die Quäker die Bedeutung der persönlichen Offenbarung Gottes für das eigene Heil. Diese Offenbarung wird nicht mittelbar, sondern betont unmittelbar verstanden und erwartet – für jeden Menschen, wobei insbesondere die Erfahrungen bei der gemeinschaftlichen und sozialen Arbeit zählen. Den Menschen, die diese Erfahrung nicht machen, wird entweder eine Verkennung einer Offenbarung unterstellt oder eine Verweigerungshaltung. Hier ein Textauszug von George Fox:
„Der Herr offenbarte mir durch seine unsichtbare Kraft, das ein Jeder erleuchtet werde durch das heilige Licht Christi (Joh.1,9). Und ich erkannte, dass es in allen leuchtet, und dass alle, die daran glauben, aus der Verdammnis zum Licht des Lebens kamen und Kinder des Licht wurden (Joh. 12,36). Aber die, welche es hassten und nicht daran glaubten, die verdammte es, wie wohl sie schienen Christus zu bekennen. Solches sah ich in der reinen Offenbarung des Lichts, ohne jegliche menschliche Hilfe; auch wusste ich damals nicht, wo es in der Schrift zu finden war; doch später, als ich in der Schrift forschte, fand ich es. Damals aber hatte ich jenes Licht und jenen Geist geschaut, welche gewesen, ehe die Schrift gegeben worden war, und welch die heiligen Männer Gottes getrieben hatten, die Schrift zu schreiben; und ich erkannte, das alle, welche Gott, Christus oder die Schrift recht kennen wollen, zu diesem Geist gelangen müssen. Aber ich merkte eine Trägheit und faule Schläfrigkeit in den Leuten, die mich erstaunten; […]“
Diese Ansicht wird heute nicht mehr von allen Quäkern geteilt. Mittlerweile wird im evangelikalen Zweig des Quäkertums der mittelbaren Offenbarung (in Form von Predigten, Pastoren, Bibellesung, Gebet, Gesang, …) große Bedeutung zugemessen. Im liberalen Quäkertum werden wiederum zum Teil der Bibel und einer Offenbarung gänzlich die Bedeutung abgesprochen, namentlich bei den nontheistischen Quäkern.
Lediglich im konservativen Quäkertum (engl. conservative friends) wird diese Meinung noch vertreten, dass die persönliche Offenbarung heilsrelevant ist, gleichwertig mit der Bibel ist und nicht im Widerspruch mit dieser sein kann. Als Kritik kann eingewandt werden, dass die nachträgliche Suche nach Legitimität in der Bibel eine selbsterfüllende Prophezeiung sei.

## Rechtfertigungslehre
Die Rechtfertigungslehre der Quäker hat sich im Grundsatz seit Bestehen nicht verändert und gehört zu den wenigen Dingen, die in allen drei Hauptzweigen (im evangelikalen, im konservativen und im liberalen Flügel) des Quäkertums im Kern gleich sind.
Das Verständnis von der Rechtfertigung ist dem der Mennoniten sehr ähnlich, was auch der Grund war, dass zum einen die beiden Gruppen – als sie in Holland und Deutschland im 17. Jahrhundert zum ersten Mal aufeinanderstießen – massiv versuchten, missionarisch in den Reihen der anderen zu wildern, zum anderen aber auch enge Kooperationen entstanden. Die Quäker waren zwar kurzzeitig erfolgreicher beim Abwerben von Mitgliedern, aber die Mennoniten blieben die größere und auf dem Festland die langfristig erfolgreichere Gemeinschaft.
Die Prädestinationslehre des Calvinismus wurde von Anfang an von den Quäkern rundweg abgelehnt. George Fox rühmte sich in seinem Tagebuch, besonders erfolgreich gegen die Calvinisten und ihre Prädestinationslehre gepredigt zu haben und die Zuhörer vom Gegenteil überzeugt zu haben:
Solches kam den Priestern bald zu Ohren; denn den Leuten, welche durch ihre schrecklichen Lehren irre geführt worden waren, gingen allmählich die Augen auf, und kamen in den Bund des Lichts. Die Kunde, dass ich nach Schottland gekommen sei, verbreitete sich unter den Priestern. Und sie erhoben ein großes Geschrei, dass jetzt alles aus sei;
In No cross no krown beschäftigt sich William Penn fast ausschließlich mit der Rechtfertigung. Auf fast 400 Seiten legt er dort die Grundsätze dar. Der Titel des Werkes ist das Leitmotiv der gesamten Abhandlung. Er legt dar, dass jeder Mensch eine anklagende Stimme in sich habe, die Jesus Christus sei. Diese Innere Stimme würde die eigenen Sünden aufzeigen. Erst wenn man beginne, gegen diese anzukämpfen, würde man das wahre Kreuz tragen. Das innere Licht würde einem aber nicht nur die eigenen Sünden aufzeigen, sondern auch den Weg daraus und die Kraft zur Überwindung derselben. Wenn man der Führung Gottes (oder dem Inneren Licht) nicht folgen und in der Sünde verharren würde, wäre einem die Verdammnis gewiss.
Ludwig Seebohm fasste sich in seiner Abhandlung "Über das Reich Gottes" aus dem Jahr 1794 etwas knapper:
"[…] dadurch, daß wir die bösen Dinge und Gewohnheiten, die den Schein des Lichtes Christi in unsern Herzen aufhalten, hinwegräummen und keine andere an ihre Stelle kommen lassen, geben wir ihm Freiheit, daß es seinen Schein vermehren, ausbreiten, und also die Erscheinung und Belehrung der Gnade immer klarer und deutlicher werden kann; und auf die Art gewinnt der Geist Christi die Oberherrschaft in uns, welches dann Aufrichtung des Reichs Gottes ist. […] Wir finden dann weit mehr Vergnügen an Tugend und Wohltun, freuen uns weit mehr der Wahrheit und Gerechtigkeit, […] Und diese Veränderung unserer Naturen ist die Frucht einer Geburt von oben, ein sicheres Kennzeichen, daß wir aus dem Tode ins Leben gekommen, und nach unserm Maß in das Reich des geliebten Sohnes Gottes versetzt sind, welches nicht in äußern Beobachtungen und leeren Worten, sondern in Gerechtigkeit, in Friede, und in Freude im heiligen Geist bestehet,[…]"
In dem Zitat deutet sich schon eine gewisse Konsequenz ab. Hier wird postuliert, dass sich wahrer Glaube in positiven Eigenschaften einer Person zeige. Das brachte den Quäkern den Vorwurf der "Werkgerechtigkeit" aber auch die Sympathie der Mennoniten, die ähnliche Auffassungen von einem christlichen Leben hatten. Gewiss auch mit anderen Gruppen des radikalen Pietismus. Der Großteil der Mitglieder der deutschen Quäkersiedlung Friedensthal stammte vor ihrer Konversion aus diesen Kreisen. Die so genannten Quäkerzeugnisse sind unmittelbares Resultat dieser Auffassung der Rechtfertigung. Auch sie sind nach wie vor zentraler Bestandteil der Quäkeridentität über alle Grenzen der verschiedenen Flügel hinweg.
In der Rechtfertigungslehre des Quäkertums wird also von einem Perfektionismus ausgegangen. In dem Sinne, dass der Mensch prinzipiell fähig ist, ein sündenfreies Leben zu führen. Das "Leben im Reich Gottes" wird verstanden als der Zustand ohne Sünde, aber nicht ohne Leiden. Zu dem Konzept des Leidens wurde im Englischen das Wort suffering zu einem stehenden Begriff. Die Abwesenheit von Leid wird nicht als Merkmal des Reiches Gottes gesehen, sondern als Prüfung der Gerechten (abgeleitet unter anderem aus dem Buch Ijob). Der Zustand des Reiches Gottes oder die Seligkeit ist nicht als unveränderlich oder unvergänglich betrachtet:
"Wir sind nicht der Meinung derer, welche sagen: 'ein mal in Gnade und immer in Gnade,' oder dass man von dem geringsten Grad wahrer und selig machender Gnade, wenn man ihn ein mal erlangt habe, nicht wieder abfallen könne. […] Niemand ist länger sicher, als so lange er auf seiner Wache ist. Als David und Petrus von ihrer Wachsamkeit abgekommen waren, da fielen sie. (vg.Mt 26:69-75; Lu 22:54-62; Joh 18,15-18; 2.Samuel 11:1-27)"

## Sündhaftigkeit des Menschen
Die frühen Quaker waren davon überzeugt, das Menschen schon zu Lebzeiten frei von Sünde leben könnten. Und zwar durch die erlösende Kraft Christi und die Hinwendung zum inneren Licht, der Offenbarung Christi.
Ich erwiderte: "Wenn ihr wahre an Christus Glaubende seid, so seid ihr vom Tode zum Leben eingegangen, und wenn ihr vom Tode frei  seid, dann seid ihr es auch von der Sünde, die den Tod bringt. Und wenn euer Glaube wahr ist, so wird er euch den Sieg geben über Sünde und Teufel und Herzen und Gewissen reinigen - denn der wahre Glaube ist in reinen Gewissen (1 Tim. 3) und er wird machen, daß ihr Gott gefallet und euch wieder Zugang zu ihm verschafften." Aber sie wollten nichts von Reinheit und vom Sieg über Sünde und Teufel hören; denn sie sagten, sie können nicht glauben, das jemand könne frei von Sünde sein […]
Hier ist der Konflikt zu den meisten anderen Konfessionen beschrieben. Fox glaubte zwar nicht, dass man aus eigener Kraft ein Leben ohne Sünde führen könne, aber dass es der Glaube an Jesus Christus vermag. Und er macht den Umkehrschluss, dass jemand, der in Sünde lebt, keinen wahren Glauben hat und auch nicht vor Gott bestehen kann. An dieser Radikalität wird weitestgehend nur noch im konservativen Zweig des Quäkertums festgehalten. Das liberale und das evangelikale Quäkertum hat sich weitestgehend von dieser Position entfernt.

## Fegefeuer
Die Vorstellung eines Fegefeuers wird abgelehnt. Beniamin Holme begründet das wie folgt:
Oder, glauben sie, daß es ein Fegefeuer oder einen Ort gebe, wo sie nach dem Tode von ihren Sünden gereinigt werden können, was soll man sich dann wundern, wenn sie ein Leben führen, das zur Erfüllung und Befriedigung ihhrer fleischlichen Begirden und Neigungen gereicht.

## Exegese
Das Verhältnis der Quäker zu den biblischen Schriften ist je nach Ausrichtung – liberal, konservativ oder evangelikal – sehr unterschiedlich. Für die ersten Quäker war „Jesus Christus“ das „Wort Gottes“ und nicht die Bibel. So heißt es in einer Schrift von 1693:
Das in dem Worte (oder Sohne Gottes) das Leben war, und das Leben war das Licht der Menschen; und das er wahrhaftig Licht war, welches alle Menschen erleuchtet die in diese Welt kommen; und das daher alle an das Licht glauben sollen, damit sie Kinder des Lichts werden; deswegen glauben wir an Christum, den Sohn Gottes, als das Licht und Leben in uns, […]
Sie betonten, wie George Fox, dass die Autoren der biblischen Schriften vom Heiligen Geist inspiriert waren. George Fox schrieb dazu 1671:
Von der heiligen Schrift glauben wir, das sie durch den heiligen Geist Gottes gegeben ist; durch die heiligen Menschen Gottes, welche […] geredet haben, getrieben von dem heiligen Geist. Wir glauben, das sie gelesen, geglaubt, und erfüllet werden soll (der sie erfüllet ist Christus) […]
Die klassische liberale Position, die in den ersten zwei Jahrhunderten Quäkergeschichte allgemein anerkannt war und heute im europäischen Quäkertum weitgehend Konsens ist, wurde im Jahre 1675 vom Quäkertheologen Robert Barclay in seiner Apology formuliert,
„dass die [biblischen] Schriften nur eine Beschreibung der Quelle sind und nicht die Quelle selbst“.

## Ökumene und Glaubensfreiheit
Die beiden zahlenmäßig stärksten Zusammenschlüsse der nordamerikanischen Quäker, das FUM und die FGC, sind Mitglieder des Ökumenischen Rates der Kirchen. Die frühen Quäker waren glühende Verfechter der Glaubensfreiheit und insofern sehr wichtige Wegbereiter der neuzeitlichen Toleranzidee und ihrer Verwirklichung. So sah sich 1661 George Fox veranlasst dem englischen König Charles II. zu schreiben:
[…] Es ist besser für den König, dass die Leute ihre Meinung sagen, als dass es in ihnen kocht und sich zu Taten auswächst. Mögen es Juden, Papisten, Türken, Heiden, Protestanten oder sonst etwas sein, oder solche, die Sonne, Mond, Stöcke und Steine anbeten, gib ihnen Freiheit, so dass jeder von ihnen zeigen kann und davon sprechen darf, worin er seine Stärke sieht. Denn die Diener des Evangeliums, die geistige Waffen tragen, brauchen keinen von ihnen zu fürchten […]
Der Quäker William Penn schuf 1682 mit seiner Kolonie Pennsylvania eine Zufluchtsstätte für verfolgte oder diskriminierte religiöse Minderheiten. Damit setzte er die von dem Baptisten Roger Williams dem Kongregationalisten Thomas Hooker 1636 in Rhode Island bzw. Connecticut geschaffene Verbindung von demokratischer Regierungsform und religiöser Freiheit fort. Diese Verbindung wurde wegweisend für die weitere Geschichte der englischen Kolonien in Nordamerika und erhielt in der Unabhängigkeitserklärung, der Verfassung und der Bill of Rights der Vereinigten Staaten ihre endgültige rechtliche und politische Fixierung. Die amerikanischen Verfassungsprinzipien wurden ihrerseits Vorbild für die Verfassungen vieler anderer Staaten, vor allem in Europa und Lateinamerika, und fanden Eingang in die Charta und die Allgemeine Erklärung der Menschenrechte der Vereinten Nationen.

## Sakramente
Im Gegensatz zu den meisten anderen christlichen Konfessionen spielen im Quäkertum formalen Sakrament keine besonderen Rolle. Vor allem liberale Quaker sprechen stattdessen gerne vom „Sakrament des Lebens“. Dementsprechend ist in der Tradition der Quäker eine Unterscheidung zwischen Heiligem und Profanem kaum ausgeprägt.

### Abendmahl/Eucharistie
Wie alle liturgischen Handlungen hat die Eucharistie keine Bedeutung für das frühe, das konservative und das liberale Quäkertum. So als Begründung wird auf Matthäus 3,11 verwiesen. Frühe Quaker standen der Eucharistie-Feier nicht nur gleichgültig gegenüber, sondern sogar ablehnend. So gab es den Fall 1692 in den Niederlanden, wo die Frau eines Quakers von der Andacht ausgeschlossen wurde, weil sie die mennonitische Versammlung besuchte, und dort das Abendmahl einnahm.
George Fox führte 1656 zum Thema Abendmahl folgendes aus:
"Es wird den Quäkern oft vorgeworfen, daß sie das sogenannte Sakrament von Brot und Wein bestreiten, von dem es heißt, man müsse es gebrauchen zum Gedächtnis Christi (Luk. 22,19) bis an der Welt Ende. Wir hatten deswegen und wegen der verschiedenen Arten des Sakraments-Gebrauchs im sogenannten Christentum viel Mühe mit den Priestern und "Frommen"", denn manche nehmen es knieend, manche sitzend; aber keine von allen, die ich je gesehen, nehmen es, wie die Jünger es nahmen, nämlich in einem Zimmer nach dem Nachtessen, sondern die meisten nehmen es vor dem Mittagessen und manche sagen, wenn der Priester Brot und Wein gesegnet hat, ""es ist der Leib Christi"". Christus aber sagte nur, "tut es zu meinem Gedächtnis". Er sagte ihnen nicht, wie oft sie es tun müßten oder wie lang; auch gebot er ihnen nicht, es ihr Lebenlang zu tun, noch daß alle, die an ihn glauben, es tun sollten bis an der Welt Ende. Der Apostel Paulus, der erst nach Christi Tod bekehrt worden, sagt den Corinthern, er habe vom Herrn empfangen, was er ihnen in dieser Sache mitteile, und er führt Christi Worte in bezug auf den Kelch also an: "Dieses tut, so oft ihr trinket, zu meinem Gedächtnis""; und er selbst fügt bei: "denn so oft ihr daß Brot esset und den Kelch trinket, so verkündet ihr des Herrn Tod, bis daß er kommt" (1. Cor. 11,26). Nach dem also, was der Apostel hier mitteilt, gebot weder Christus noch er, dies allezeit zu tun, sondern stellten es jedem frei […] Was aber Brot und Wein anbelangt, so hatte Christas gesagt, daß er das Brot des Lebens sei (Joh. 6,48), daß vom Himmel kommt, und daß er kommen wolle und in ihnen wohnen. Daß betrachteten die Apostel nun als erfüllt und ermahnten die andern, nach dem zu trachten, das von oben kommt (Col. 3,2). Ihr nun, die ihr diesen äußern Wein trinkt und dieses äußere Brot esst zum Gedächtnis des Todes Christi, kennet ihr gar nichts Besseres, um dem Tode Christi näher zu kommen?"
Die Transsubstantiation bzw. Realpräsenz-Lehre wird von den Quäkern verworfen. G. Fox schreibt dazu:
"[…] und zogen dann nach einem andern Orte wo wir eine sehr schöne, erbauliche Versammlung hatten, aber einige Papisten\index die ihr beigewohnt hatten, waren nachher sehr zornig und wütend. Als ich dies vernahm, lies ich einen von ihnen zu mir kommen, einen Schulmeister, aber er wollte nicht kommen. Darauf schickte ich an ihn, sowie an alle Mönche, Klosterbrüder, Priester und Jesuiten eine Aufforderung, ihren Gott und ihren Christus, die sie aus Brot und Wein gemacht, zu erproben; aber ich konnte keine Antwort von ihnen erlangen. Dann erklärte ich ihnen, sie seien ärger als die Baalzpriester: denn die Baalzpriester hätten ihren hölzernen Gott erprobt, sie aber dürften nicht wagen, ihren Gott aus Brot und Wein zu erproben, und die Baalzpriester und ihre Anhänger hätten ihren Gott nicht gegessen wie sie und nachher einen andern gemacht […]"

### Ehe
Ehen werden weder liturgisch geschlossen, noch durch Priester oder Geistliche. Die künftigen Ehepartner erklären sich lediglich gemeinsam vor der Versammlung. Es gibt keine festgelegte Formel die dabei gesprochen wird. Konfessionelle Mischehen wurden bis zum 19. Jahrhundert selten geschlossen und kamen meist dadurch zustande, das nur einer der beiden Partner konvertiert war. Außerkonfessionelle Heiraten führten in der Regel zum Ausschluss aus der Quakergemeinschaft. Heute gibt es jedoch keine Beschränkungen mehr. Das Ohio Yearly Meeting spricht in seinem book of discipline (quasi „Gemeindeordnung“) bei der Ehe von einem Sakrament. Andere Quakergruppen, speziell die liberalen Quaker, sehen die Ehe nicht unbedingt als Sakrament an.

### Taufe
George Fox unterscheidet die Taufe durch Wasser und durch den Heiligen Geist. Hierbei bezieht er sich auf Johannes 1,32–33
Und Johannes bezeugte und sagte: „Ich habe die Geistkraft wie eine Taube aus dem Himmel herab kommen sehen und sie blieb auf ihm. Ich kannte ihn nicht, aber der mich gesandt hat, mit Wasser zu taufen, jener hat mir gesagt: ‚Der, auf dem du die Geistkraft herab kommen siehst und auf ihn bleibt, dieser ist es, der mit heiliger Geistkraft tauft.‘“
Daraus leitet er ab, dass nicht mehr mit Wasser getauft wird, sondern dass Jesus selbst die Menschen mit dem Heiligen Geist tauft. (vg. Mt 3,11) Weiter wird 1 Kor 1,12–17 angeführt. Daraus wird abgeleitet, dass der Missionsauftrag nicht (unbedingt zwingend) die Taufe mit Wasser beinhaltet, sondern die Botschaft von Jesus zu verkünden. Auch in Matthäus 28,16–20 liegt die Betonung für George Fox auf „Und lehrt sie, alles was ich euch aufgetragen habe, zu tun.“ In was die Jünger die Völker tauchen sollen – ob in Wasser – wird für ihn so nicht gesagt. Angeführt wird auch Apostelgeschichte 1,1–8. Auch hier ist wieder die Rede von der Taufe mit dem Heiligen Geist. Weiter wird Römerbrief 6,1–4 angeführt, wo es heißt, man würde durch Jesus Christus (selbst) getauft und damit eins mit ihm.

## Ekklesiologie
Der Begriff Kirche wurde von Anfang an und ausdrücklich nur für die "Gemeinschaft der Gläubigen" verwendet, und nicht für Gebäude. Die formale Mitgliedschaft wird in der s.g. Ordnung des Zusammenlebens geregelt. Die theologische Grundlage ist etwas komplexer und wurde in einem eigenen Artikel „Ekklesiologie (Quäkertum)“ behandelt.

## Klerus und Liturgie

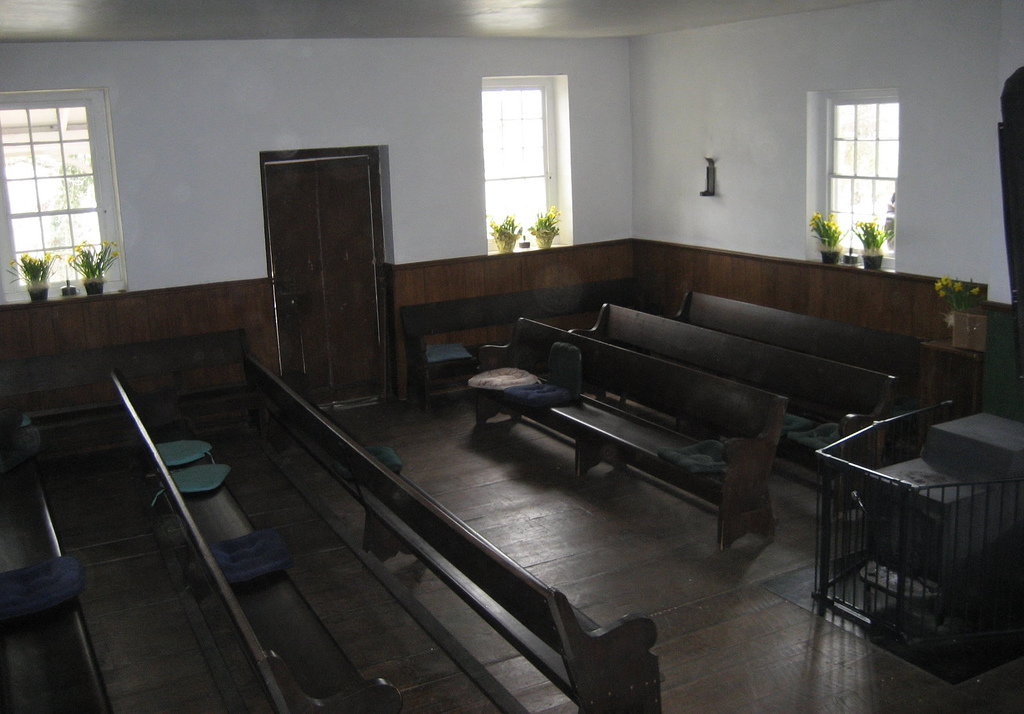
Einrichtung eines alten Versammlungshauses in den Vereinigten Staaten

Quäker betonen das Priestertum aller Gläubigen. In der Form des Quäker-Gottesdienstes findet dies beispielsweise darin seinen Ausdruck, dass alle Teilnehmer einer Andacht gleichermaßen verantwortlich sind für deren Gestaltung. Es gibt keine „leitenden“ Personen, Pfarrer, Prediger oder ähnliche.
In der hier beschriebenen liberalen „europäischen“ Tradition des Quäkertums versammelt man sich in der Regel in einem schlichten Raum zu einer circa einstündigen schweigenden (stillen) Andacht („silent meeting for worship“), in der die Teilnehmer versuchen, sich „der Gegenwart Gottes zu öffnen“ („Waiting upon the Lord“). Die Freunde sprechen auch vom „Warten im Licht“ („Waiting in the Light“) oder vom „Hören im Licht“ („Listening to/in the Light“). Jeder Gottesdienstteilnehmer kann aus der Stille heraus das Wort ergreifen, falls er sich dazu gedrängt fühlt. Häufig jedoch verlaufen Quäkerandachten in vollständigem Schweigen.
In den sogenannten „programmierten“ und evangelikalen Quäker-Kirchen, die in der Mitte des 19. Jahrhunderts in den USA entstanden und vor allem in Lateinamerika und in Afrika verbreitet sind, gibt es Pastoren und Pastorinnen. Die Gottesdienste dieser relativ jungen, inzwischen jedoch zahlenmäßig größten Spielart des Quäkertums ähneln einem evangelischen Gottesdienst mit einer liturgischen Struktur, mit Gebeten, Liedern, Lesung und Predigt. Auch was andere Fragen von Glauben und Lebensgestaltung angeht, finden sich in diesen Gruppierungen Quäker, die sich eher als konservativ und konventionell-christlich verstehen. 83 % der in Jahresversammlungen organisieren Quäker hatten im Jahre 2000 programmierte Andachten. Nur gerade mal 9 % haben noch eine "Stille" unprogrammierte Andacht.

## Gebet
Im konservativen und liberalen Quäkertum werden keine vorformulierten Gebete, wie zum Beispiel das Vaterunser gesprochen. Jedenfalls nicht gemeinsam und nicht als Teil einer Liturgie. Gebetet wird "wie es vom Geist empfangen wird".

## Dreieinigkeit bzw. Dreifaltigkeit
Die Diskussion um die Dreieinigkeit bzw. Dreifaltigkeit wird bei Quakern in der Regel als theologische Spitzfindigkeit abgetan. Der deutsche Quäker Markus Schwaner gibt am 11. März 1676 bei einem inquisitorischen Verhör zu Protokoll:
"Die Schrift hat nicht solche Sachen. Nein ich finde es nicht in der Schrift, von dem Worte Dreyfaltigkeit wissen wir [Quaker] nichts, von der Dreyen wissen wir wohl, von Gott dem Vater, Gott dem Sohn, und Gott dem heiligen Geiste […]"

## Friedenstheologie
Die wahrscheinlich bekannteste theologische Position der Quaker ist wohl die Friedenstheologie. Vor allem George Fox vertrat schon sehr früh ein konsequentes Quäkerzeugnis und beeinflusste damit die Gemeinschaft nachhaltig. Anlass zu Auseinandersetzung mit der Frage war der damals tobende englische Bürgerkrieg. So schrieb er an die Quaker-Gemeinden gerichtet:
"Ihr Freunde allenthalben! Hütet euch vor Komplotten und Wühlereien, und vor dem Arm des Fleisches, denn alle diese Machthaber sind gefallene Söhne Adams; sie richten der Menschen Leben zugrunde, wie Hunde, Schweine und andere Tiere sich zugrunde richten, sich beißen und zerreißen. Wie entstand das Streiten und Töten anders als aus der Lust? Und dies alles kommt vom gefallenen Adam her, nicht von demjenigen Adam aber, der nicht fiel, in welchem Leben und Frieden ist (1. Cor. 15). Ihr seid zum Frieden berufen, darum jaget ihm nach, und dieser Frieden ist in Christus und nicht in dem gefallenen Adam. Alle, die jetzt vorgeben, für Christus zu kämpfen, betrügen sich; denn sein Reich ist nicht von dieser Welt; darum kämpfen seine Diener nicht. Die Streitenden gehören nicht zu seinem Reich, denn sein Reich ist Frieden und Gerechtigkeit […] Ihr, die ihr Erben seid des Evangeliums des Friedens, welches gewesen, ehe der Satan war, lebet in diesem Evangelium, suchet den Frieden und das Gute für alle, und lebet in Christus, der gekommen ist, die Seele der Menschen vom gefallenen Adam zu erlösen; das äußere Schwert der Juden, mit dem sie die Heiden umbrachten, war ein Sinnbild des inwendigen Geistes Gottes, der die inwendige heidnische Natur tötet. So lebet denn im friedsamen Reich Jesu Christi, im Frieden Gottes und nicht in den Lüften, aus denen der Krieg entsteht […] und suchet das Wohl und Gedeihen für alle Menschen."

## Glossar
Für die im Artikel verwendeten Fachbegriffe siehe auch Artikel "Glossar Quäkertum".